# Иркутская ГЭС
Ирку́тская ГЭС — гидроэлектростанция на реке Ангаре в Свердловском округе города Иркутска. Является верхней по расположению и первой по времени строительства (возведена в 1950—1959 годах) ступенью Ангарского каскада, а также первой крупной гидроэлектростанцией в Сибири. На момент пуска в 1958 году последних гидроагрегатов Иркутская ГЭС была второй по мощности (662,8 МВт) гидроэлектростанцией в СССР, уступая лишь Жигулёвской ГЭС (2300 МВт). Образованное сооружениями станции водохранилище включило в свой состав озеро Байкал, подняв его уровень примерно на метр. Собственником Иркутской ГЭС является АО «Эн+ Генерация».

## Конструкция станции
Иркутская ГЭС расположена на реке Ангаре, в 65 км от её истока. Среднемноголетний расход воды в створе ГЭС составляет 1920 м³/с, среднемноголетний сток — 60,73 км³. В основании сооружений станции находятся песчаники и алевролиты, перекрытые гравелисто-галечниковыми аллювиальными отложениями, фоновая сейсмичность территории согласно карте ОСР-97С составляет 9 баллов по шкале MSK-64.
Конструктивно Иркутская ГЭС представляет собой средненапорную русловую гидроэлектростанцию (здание ГЭС входит в состав напорного фронта) совмещённого типа (здание ГЭС совмещено с водосбросами). Сооружения гидроузла включают в себя земляные плотины, здание ГЭС с подводящим и отводящим каналами, ОРУ 110 и 220 кВ; общая протяжённость подпорных сооружений гидроузла составляет 2740 м. По плотинам и зданию ГЭС проложен автомобильный переход. Установленная мощность электростанции — 761,2 МВт, проектная среднегодовая выработка электроэнергии — 4,1 млрд кВт·ч.

### Плотины
В состав сооружений Иркутской ГЭС входят две земляные плотины (левобережная и правобережная; правобережная по своим конструктивным особенностям условно разделяется на три части), общей длиной 2401 м (по другим данным — 2494 м):
- левобережная длиной 328 м и высотой 38,5 м, расположенная между зданием ГЭС и левобережным склоном долины;
- островная длиной 928 м и высотой 39 м, между зданием ГЭС и руслом Ангары;
- русловая длиной 442 м и высотой 45 м, в пределах русла Ангары (между островной и правобережной);
- правобережная длиной 703 м и высотой до 19 м, между русловой плотиной и правобережным склоном.

Плотины отсыпаны из песчано-гравийного грунта. Противофильтрационным устройством является суглинистое ядро обжатого профиля, в береговой части плотин ядро сменяется центральной призмой из смеси суглинка с древним аллювием. Ядро сопрягается с коренными породами при помощи двухрядного металлического шпунта, пересекающего всю толщу галечниковых отложений. Дополнительную защиту от фильтрации обеспечивает глубокая (30 м) цементационная завеса. Для отвода фильтрующихся вод плотины оборудованы плоским или трубчатым дренажом. Для защиты от размывания волнами верховой откос плотин защищён железобетонными плитами толщиной 0,6 м, низовой откос закреплён одерновкой. В плотины уложено 11,756 млн м³ грунта. В теле плотины станции расположено водозаборное сооружение водопровода Иркутска производительностью 104 тыс. м³ в сутки.

### Здание ГЭС
Здание Иркутской ГЭС русловое, совмещённого типа (в нём размещены одновременно гидроагрегаты и водосбросы), длиной по разным данным 235—240 м, шириной 77 м и максимальной высотой 56 м, располагается на левом берегу. В здание ГЭС уложено 504,6 тыс. м³ бетона. Здание разделяется на 4 секции, в каждой из которых расположены два гидроагрегата и четыре водовода донных водосбросов. Входные отверстия водосбросов (перекрываемые плоскими затворами) расположены над входами в спиральные камеры гидроагрегатов, общая пропускная способность водосбросов при нормальном подпорном уровне составляет 3840 м³/с.
В машинном зале Иркутской ГЭС смонтированы 4 гидроагрегатов мощностью по 82,8 МВт и 4 гидроагрегата мощностью по 107,5 МВт. Гидроагрегаты включают в себя вертикальные пропеллерные турбины ПР 32-В-720 (4 шт.) и поворотно-лопастные турбины ПЛ-577-ВБ-720 (4 шт.), а также гидрогенераторы СВ-1160/162-68 УХЛ4 (4 шт.) и СВИ 1160/180-72 (4 шт.). Расчётный напор турбин — 26 м, диаметр рабочего колеса — 7,2 м, максимальная пропускная способность — 400 м³/с. Производитель турбин — харьковский завод «Турбоатом» и сызранское предприятие «Тяжмаш», генераторов — новосибирское предприятие «Элсиб». Гидромеханическое оборудование гидроагрегатов представлено плоскими аварийно-ремонтными затворами, сороудерживающими решётками, а также ремонтными затворами отсасывающих труб. Для подвода воды к зданию ГЭС оборудован подводящий канал длиной 350 м, отвод воды в нижний бьеф осуществляется через отводящий канал длиной 2200 м. Максимальная пропускная способность здания ГЭС (через агрегаты и водосбросы) составляет 7040 м³/с, при этом при расходах воды более 4300 м³/с начинаются затопления в нижнем бьефе. Гашение энергии сбрасываемой воды производится на водобое длиной 85 м (состоит из железобетонных плит толщиной 3,4 м) и рисберме, состоящей из ряжевого и каменно-набросного участков.

Здание и оборудование Иркутской ГЭС
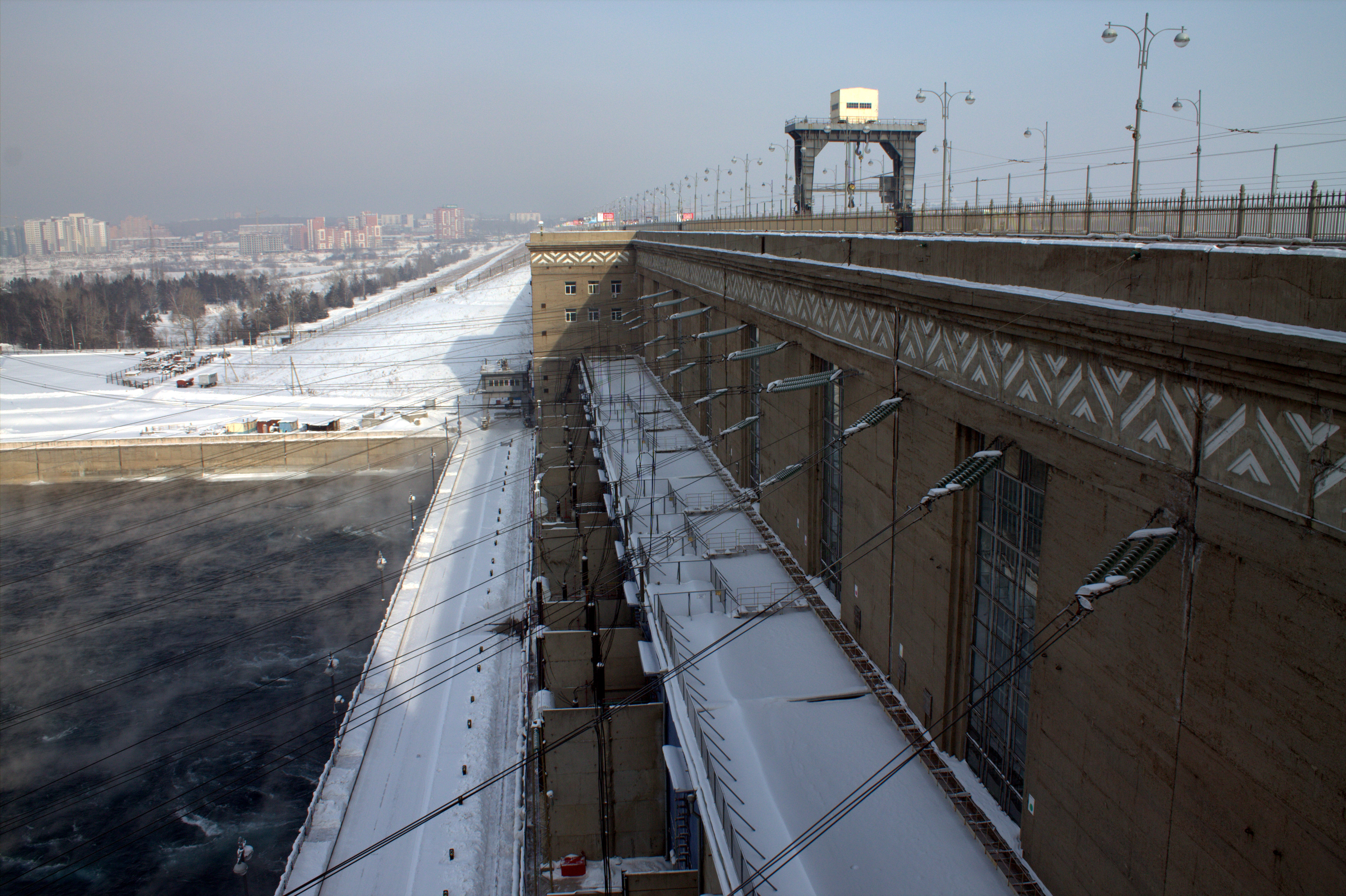
Здание ГЭС
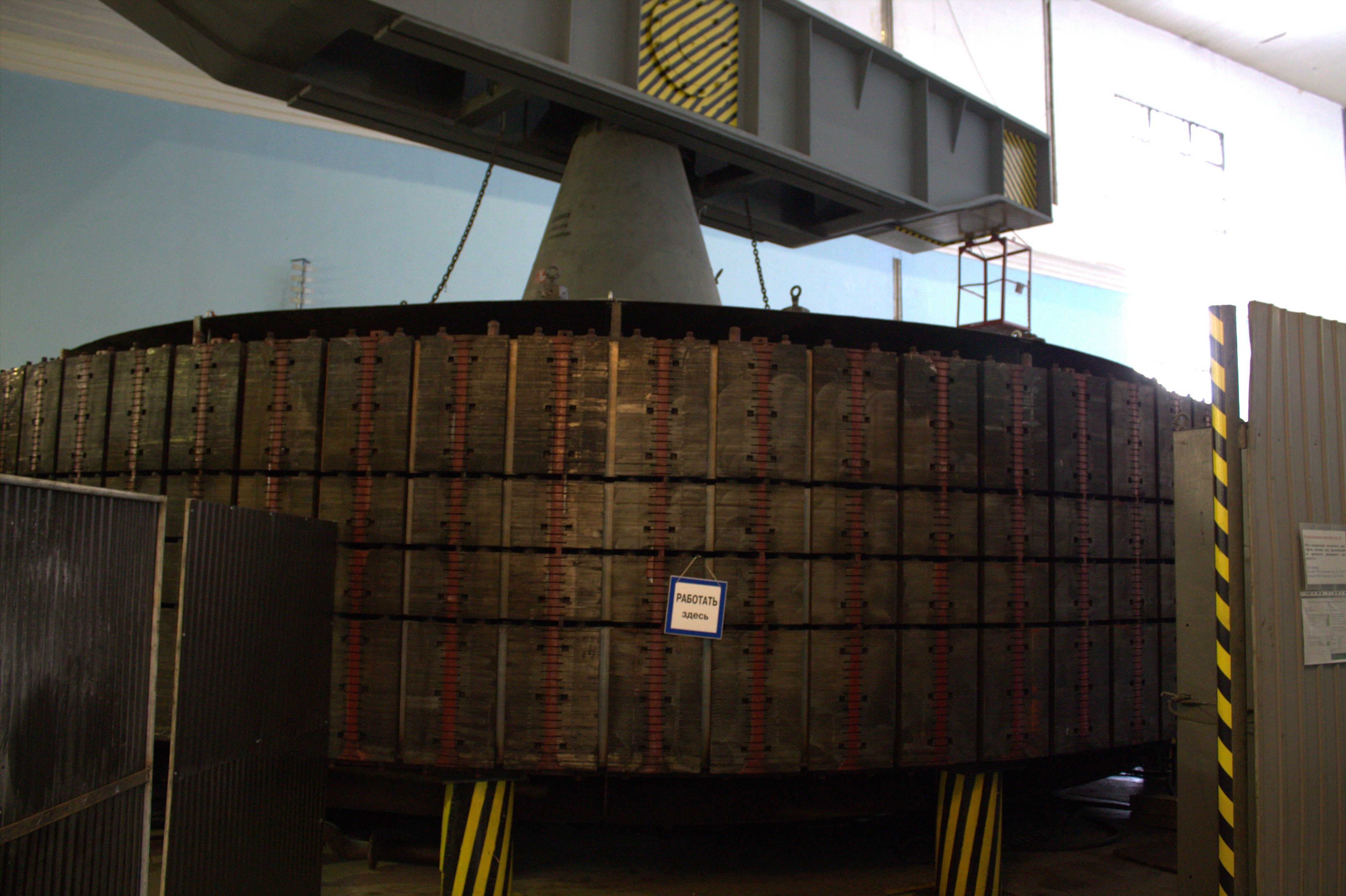
Ротор гидрогенератора
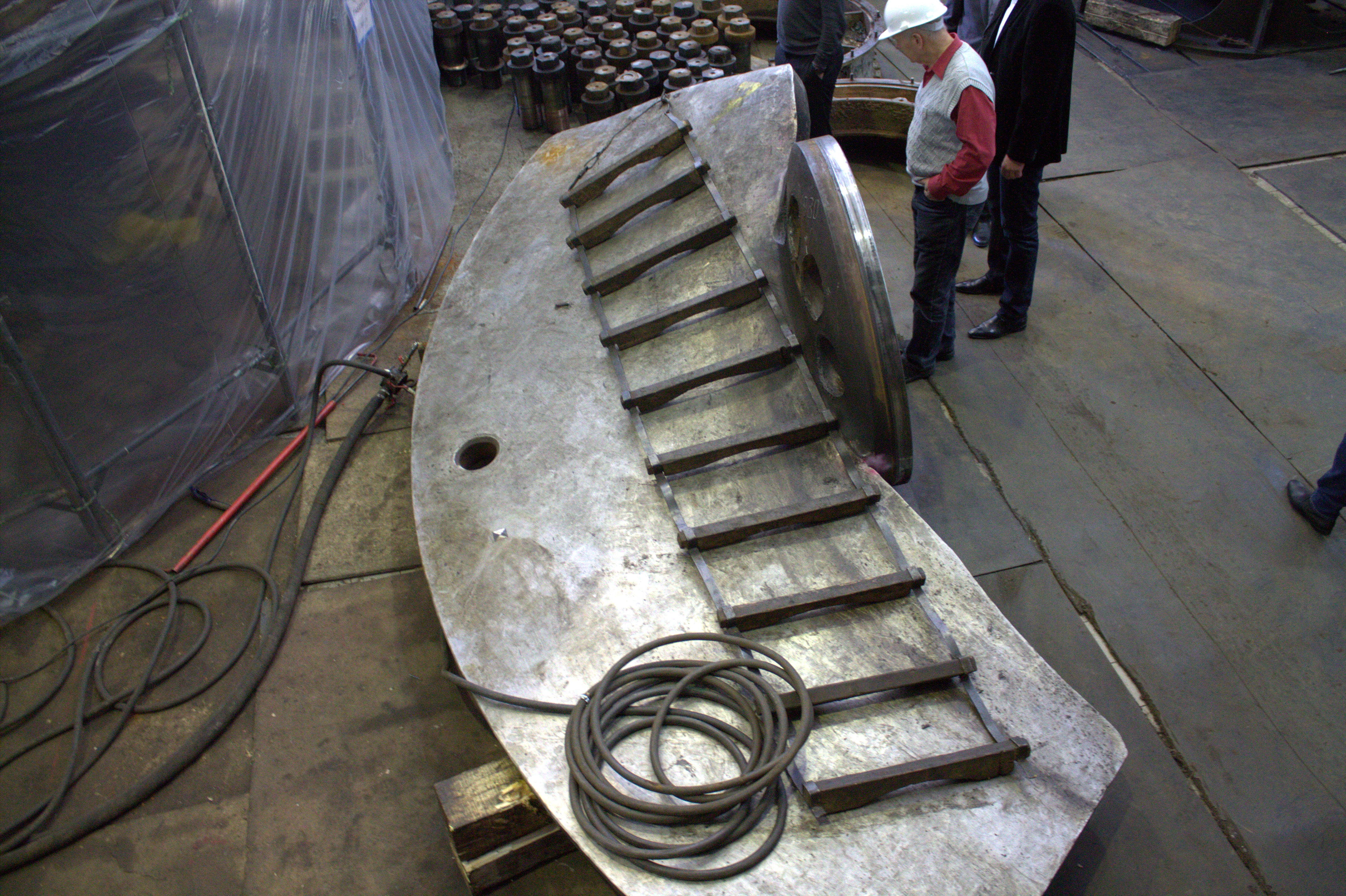
Лопасти турбины
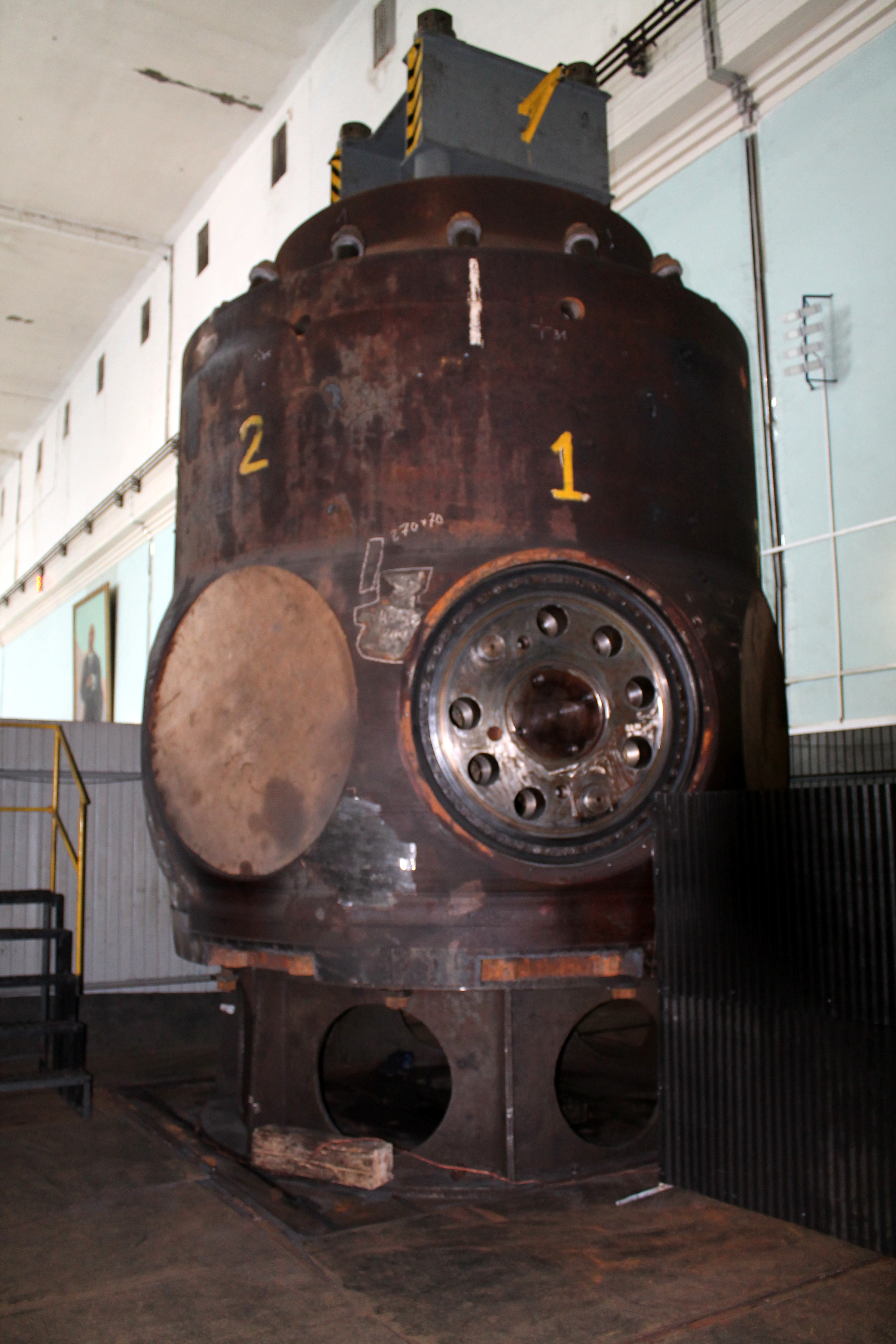
Втулка рабочего колеса турбины
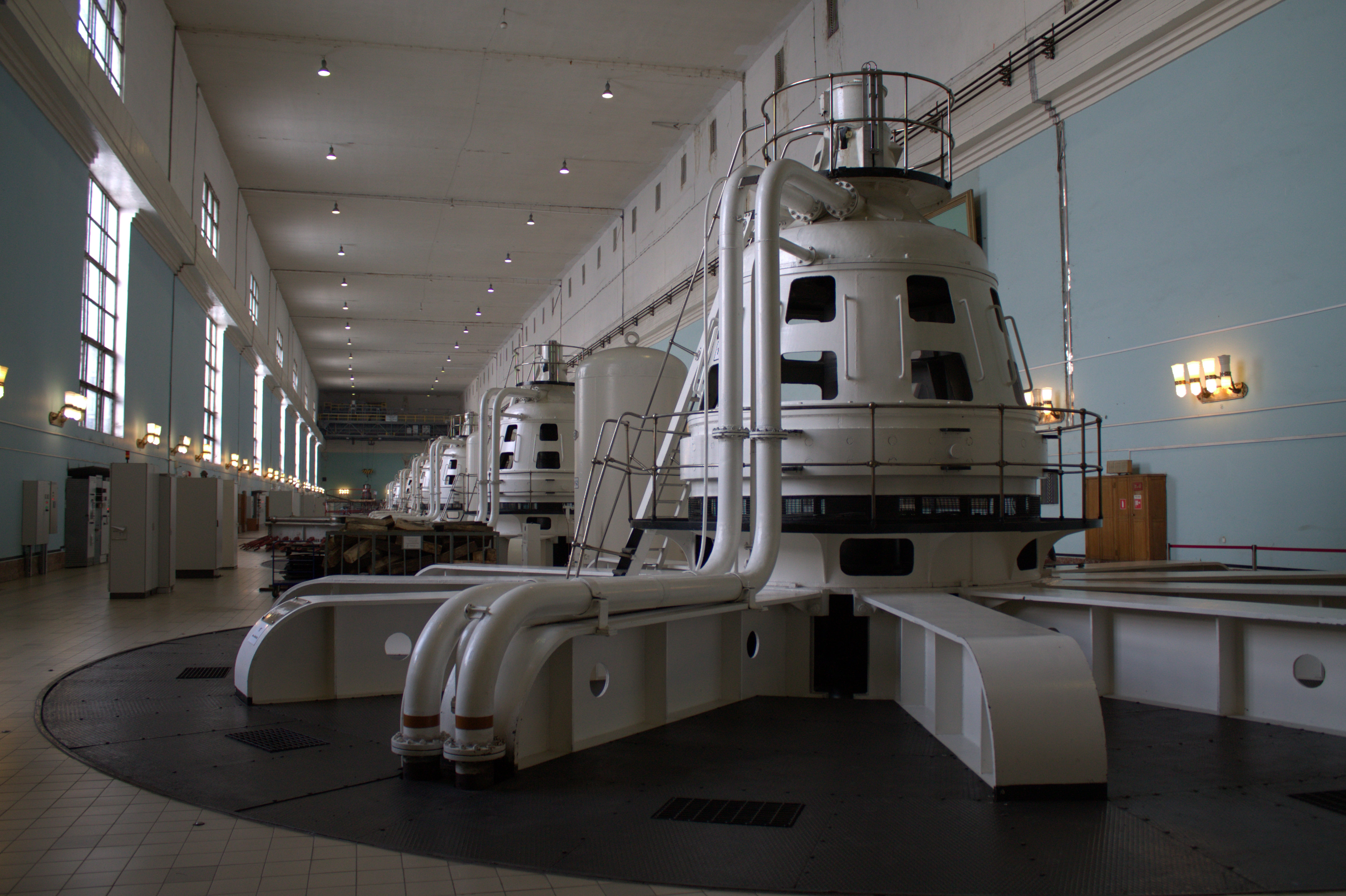
Машинный зал

### Схема выдачи мощности
Выдача электроэнергии с генераторов производится на напряжении 13,8 кВ, которое преобразуется в напряжение 110 и 220 кВ главными силовыми трансформаторами и автотрансформаторами. Гидроагрегаты объединены в блоки по два, то есть два гидроагрегата выдают электроэнергию через одну группу трансформаторов или автотрансформаторов. На Иркутской ГЭС имеются четыре трансформаторные группы: в двух (группы 1 и 4) из них смонтированы однофазные трансформаторы ОДЦ-80000/110 и ОРДЦ-80000/110 (по три фазы в каждой группе; выдача электроэнергии производится на напряжении 110 кВ) и ещё в двух (группы 2 и 3) — автотрансформаторы АОДЦТ-138000/220/110/13,8 (по три фазы в каждой группе; выдача электроэнергии производится на напряжении 220 кВ, через них также осуществляется связь между ОРУ 110 и 220 кВ). Выдача электроэнергии в энергосистему производится с открытых распределительных устройств (ОРУ) 110 кВ (на левом берегу) и 220 кВ (на правом берегу) по 10 линиям электропередачи (2 — 220 кВ и 8 — 110 кВ):
- ВЛ 220 кВ Иркутская ГЭС — Ново-Иркутская ТЭЦ (2 цепи)
- ВЛ 110 кВ Иркутская ГЭС — Шелехов (4 цепи)
- ВЛ 110 кВ Иркутская ГЭС — Южная (2 цепи)
- ВЛ 110 кВ Иркутская ГЭС — Кировская
- ВЛ 110 кВ Иркутская ГЭС — Мельниково

Схема выдачи мощности Иркутской ГЭС
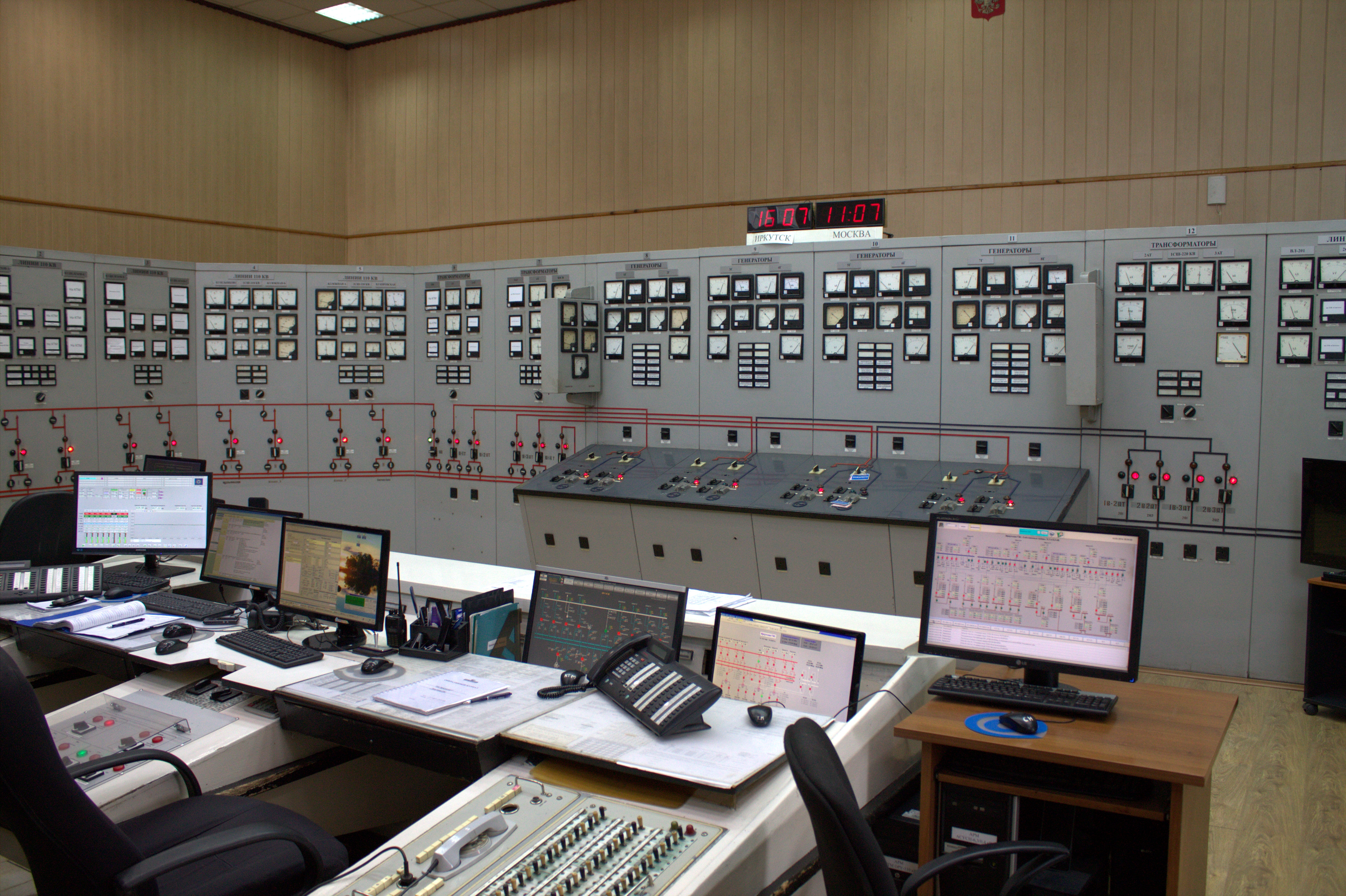
Главный щит управления
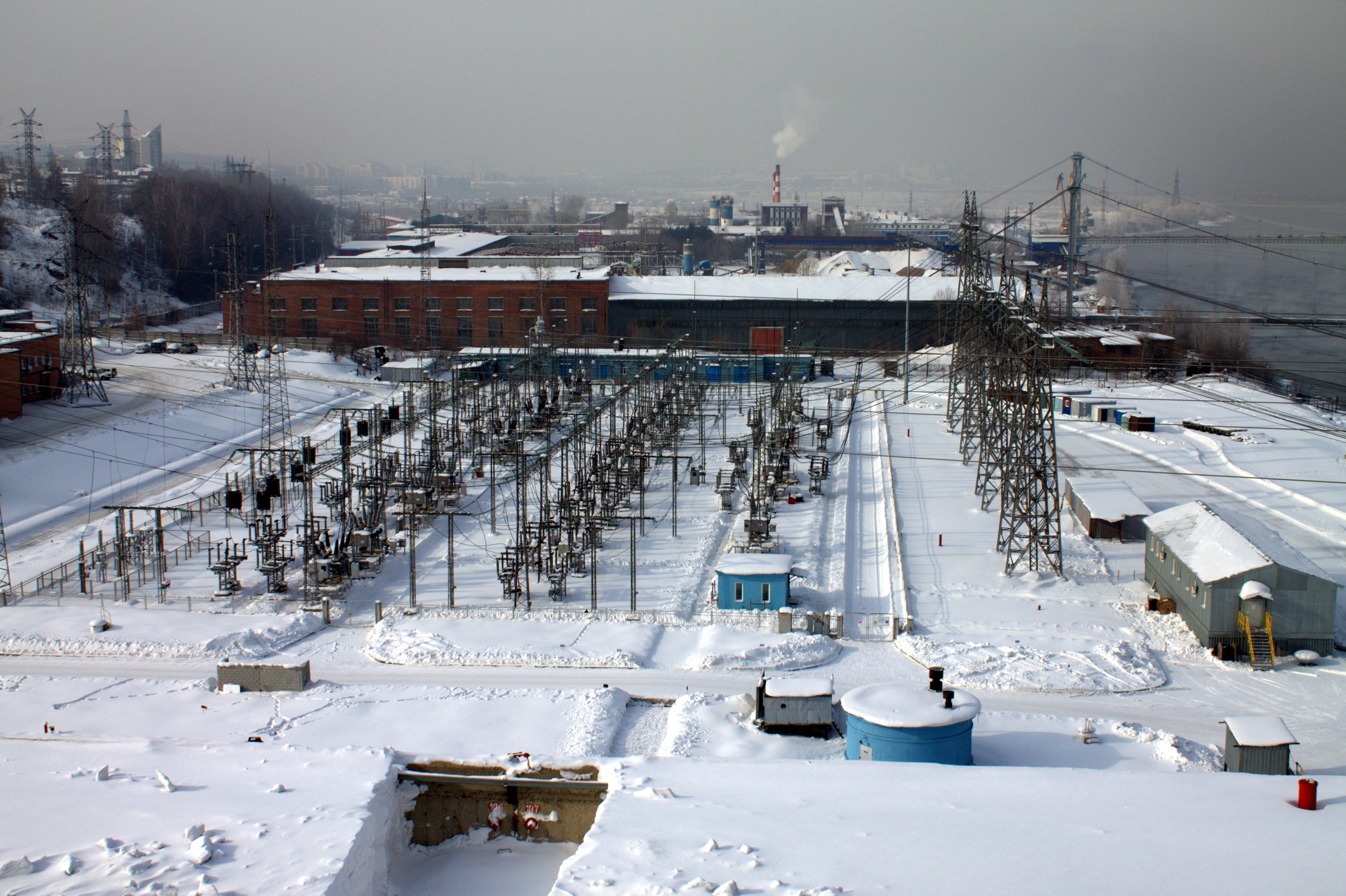
ОРУ 110 кВ
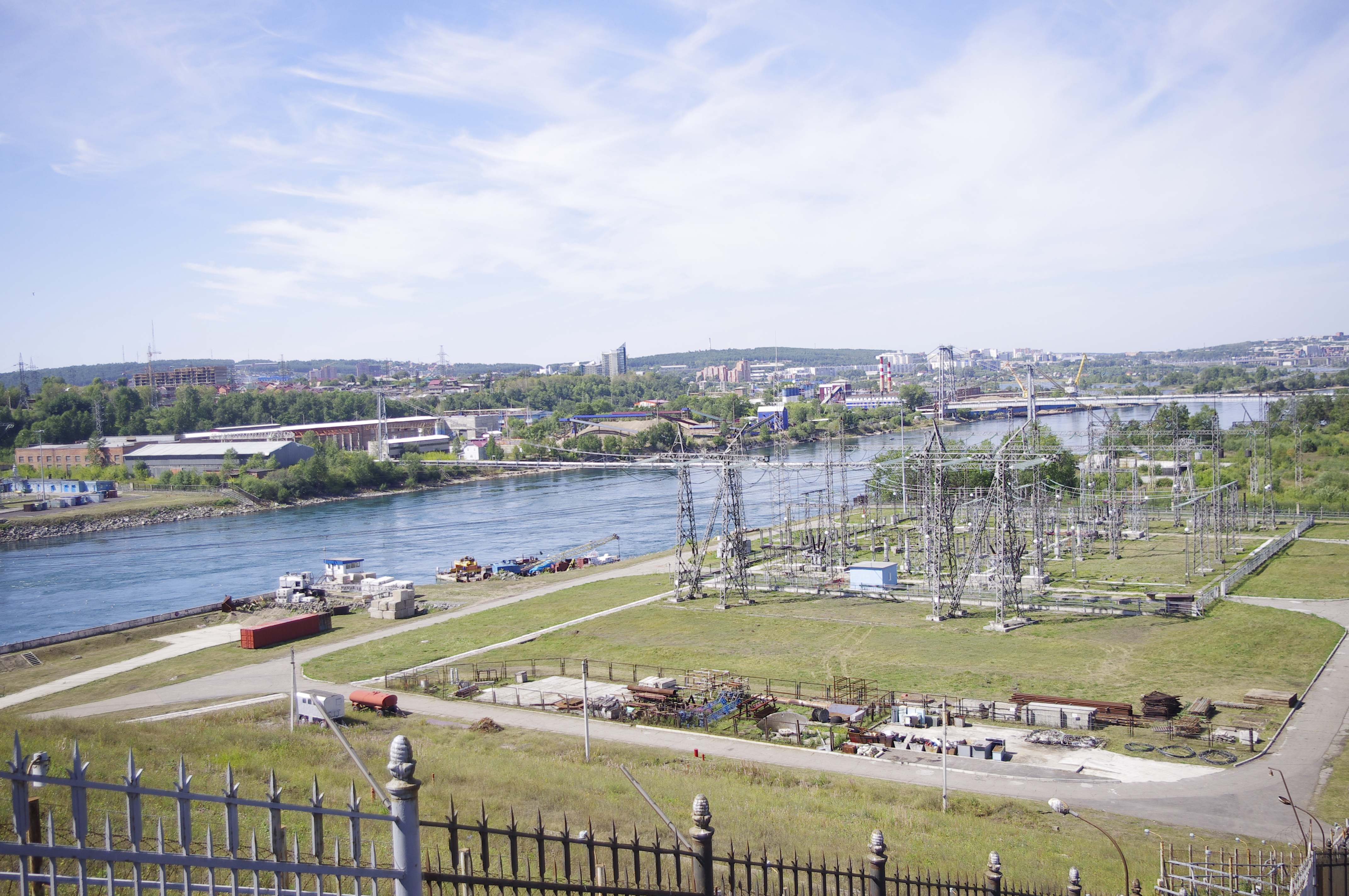
ОРУ 220 кВ

### Водохранилище
Напорные сооружения ГЭС образуют крупное Иркутское водохранилище, включающее в себя озеро Байкал, уровень которого был поднят, по разным данным, на 0,8—1,2 м. Площадь водохранилища при нормальном подпорном уровне 32 966 км², полная ёмкость 23 002 км³. Отметка нормального подпорного уровня водохранилища составляет 457 м над уровнем моря (здесь и далее указаны отметки уровней в условной Тихоокеанской системе высот, поправка для пересчёта из условной системы в Балтийскую составляет −0,52 м по озеру Байкал и −0,41 м для Иркутского гидроузла), форсированного подпорного уровня (при пропуске паводка обеспеченностью 0,01 %, то есть 1 раз в 10 000 лет) — 458,2 м, уровня мёртвого объёма (УМО) — 456 м. Полезный объём водохранилища составляет 31,5 км³. По проекту, уровень мёртвого объёма составлял 455,54 м, а полезная ёмкость водохранилища 46,5 км³, но в 2001 году отметка УМО была изменена и полезный объём водохранилища уменьшился, что снизило его возможности по регулированию стока. Водохранилище позволяло осуществлять многолетнее регулирование стока (наполнять в многоводные годы и срабатывать в маловодные).

## История создания

### Проектирование

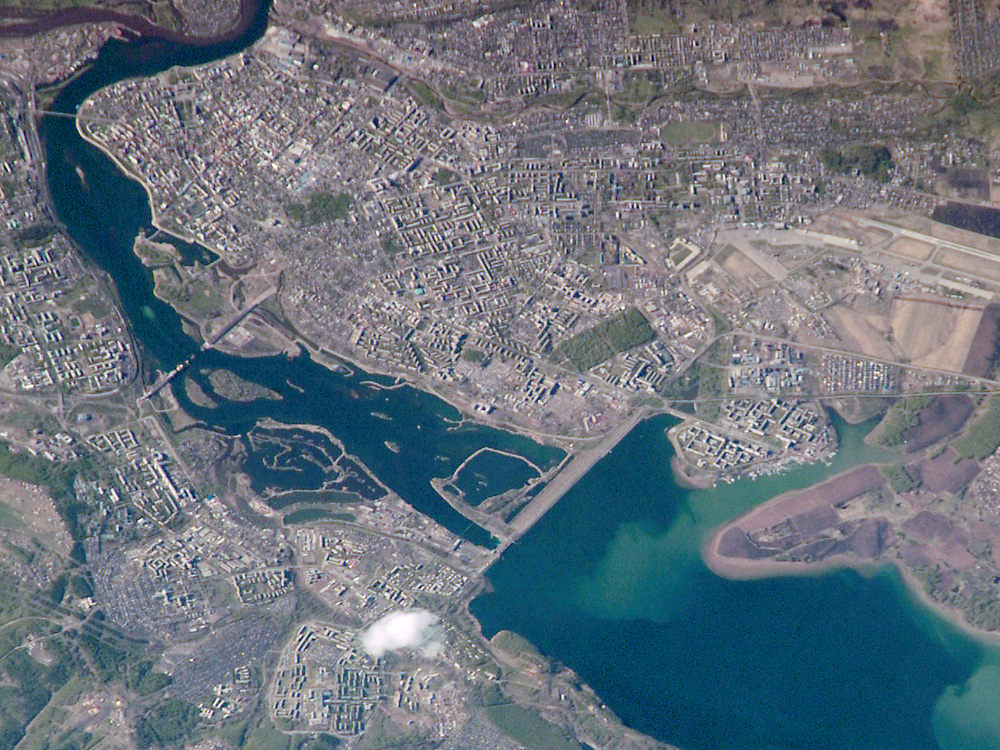
Сооружения Иркутской ГЭС на космическом снимке

Первые исследования гидроэнергетического потенциала Ангары были проведены ещё в 1891—1916 годах при проектировании и строительстве Транссибирской магистрали. Итоги этих работ были подведены в 1920 году в записке «Водные силы Ангары и возможность их использования», в которой обосновывалась возможность строительства на Ангаре 11 низконапорных гидроэлектростанций общей установленной мощностью около 2000 МВт. В 1921 году по предложению Госплана было создано «Ангарское бюро», занимавшееся разработкой планов электрификации Восточной Сибири; однако его предложения ограничивались сооружением мелких ГЭС на притоках Ангары, поскольку строительство крупных ГЭС на самой реке было признано нецелесообразным по причине отсутствия как достаточно крупных потребителей электроэнергии, так и опыта возведения мощных гидроэлектростанций.
В 1930 году при ВСНХ было создано «Управление по изучению Ангарской проблемы», которое в следующем году было переименовано в «Бюро Ангары» и вошло в состав треста «Гидроэнергопроект». Результатом его работы стали «рабочая гипотеза комплексного использования Ангары», предварительная схема гидроэнергетического использования Ангары на участке от истока до Братска, а также схематический проект Байкальской (Иркутской) ГЭС, которую предлагалось построить первой. В 1936 году эти материалы были одобрены экспертной комиссией Госплана СССР, но в связи с началом Великой Отечественной войны их практическая реализация была приостановлена.
В 1947 году на конференции по развитию производительных сил Иркутской области была представлена схема освоения Ангары каскадом из 6 ГЭС: Иркутской, Суховской, Тельминской, Братской, Усть-Илимской и Богучанской. В 1948 году трест «Гидроэнергопроект» начал проектно-изыскательские работы по Иркутской ГЭС, к концу 1949 года проект станции был разработан и утверждён (главный инженер проекта — Г. К. Суханов). В ходе проектирования конструкция станции претерпела существенные изменения — так, проектным заданием предусматривалось возведение отдельной водосбросной плотины, строительство судоходных шлюзов и однопутной железной дороги по гребню плотины. В окончательном проекте (утверждённом 16 ноября 1955 года) было принято решение разместить водосбросы в здании ГЭС (что давало 30%-ю экономию по бетонным работам), а строительство шлюзов и железной дороги отложить на перспективу (в итоге, они так и не были построены, хотя для шлюзов была сохранена незастроенная полоса земли шириной 200—250 м). Ещё одним изменением стало увеличение ширины гребня земляных плотин с 16 до 60 м, что, согласно расчётам, обеспечивало их неразрушаемость при прямом попадании фугасной авиабомбы весом 10 тонн.
При проектировании каскада гидростанций на Ангаре инженеры Гидроэнергопроекта предлагали направленным взрывом создать проран в истоке Ангары, так как объём её стока и горизонт сработки водохранилища ограничиваются уровнем дна реки в створе Шаман-камня. Это ограничение влияет на пропускную способность истока и, следовательно, на расход воды Иркутской ГЭС, особенно в маловодные годы. Создание прорана глубиной 25 м позволило бы за 4 года направить в Ангару около 120 км³ воды и выработать дополнительно 36 млрд кВт·ч электроэнергии. При этом увеличился бы полезный объём водохранилища, позволив расширить возможности по многолетнему регулированию стока. В то же время, в последующие годы предполагалось восстановить исходный уровень Байкала, сократив расход воды через ГЭС. С учётом ввода новых электростанций Ангарского каскада, это привело бы к потерям в выработке электроэнергии, превышающим первоначальный выигрыш. Помимо этого, понижение уровня воды причинило бы существенный ущерб экологии, сельскому хозяйству, рыбному промыслу. По причине указанных недостатков, а также протестов общественности данный проект остался нереализованным. Сибирские учёные, писатели и руководство строительства Иркутской ГЭС опубликовали в октябре 1958 года в «Литературной газете» открытое письмо-протест «В защиту Байкала», в котором были изложены аргументы против реализации данного предложения.

### Строительство

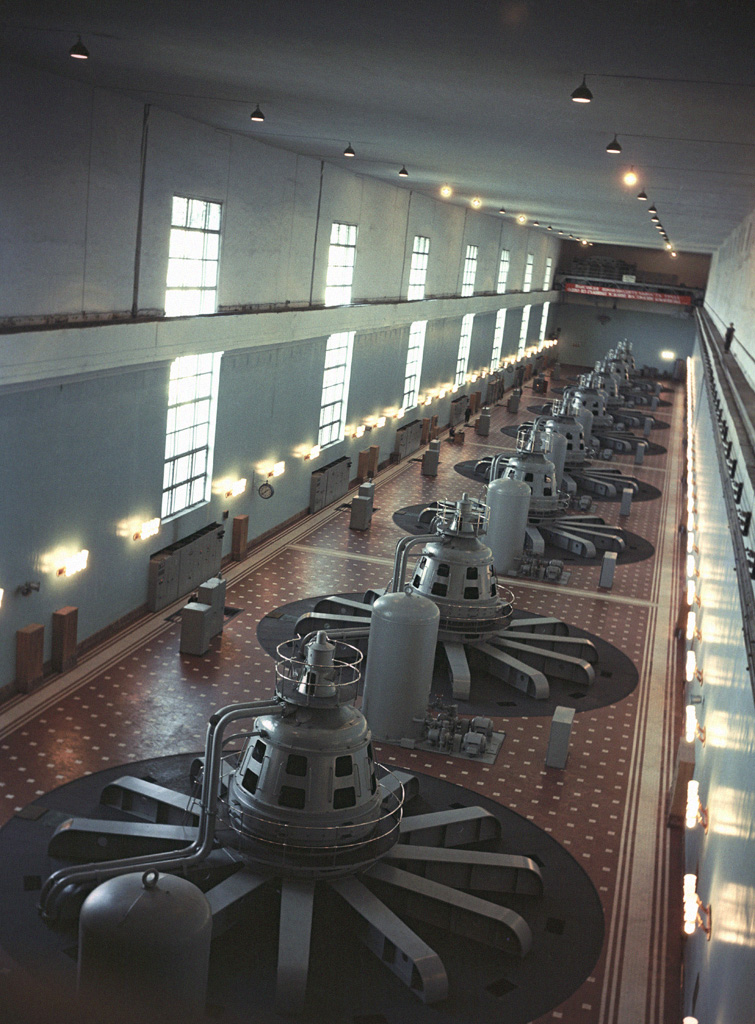
Машинный зал Иркутской ГЭС в 1960 году

21 января 1950 года было подписано постановление Совета министров СССР о мероприятиях по подготовке к строительству новых электростанций, санкционирующее начало строительных работ по Иркутской ГЭС. Для возведения электростанции в Главгидроэнергострое Министерства электростанций СССР было организовано строительно-монтажное управление «Ангарагэсстрой», его начальником был назначен А. Е. Бочкин. Строительные работы подготовительного этапа были начаты в марте 1950 года, в мае 1951 года развернулись земляные работы на основных сооружениях станции. Станции возводилась преимущественно силами вольнонаёмных строителей, заключённые работали на строительстве только в 1951-1952 годах и в относительно небольшом количестве (до 1000 человек). В ноябре 1952 года лагерь на строительстве Иркутской ГЭС был ликвидирован по причине неэффективности. 
В ходе подготовительного этапа, продолжавшегося до 1954 года, была создана инфраструктура строительства (жильё, строительные базы, подъездные дороги). В мае 1952 года к строительной площадке была подведена ЛЭП 220 кВ — первая линия столь высокого напряжения в Восточной Сибири. Сложная ситуация сложилась в январе 1953 года — в результате образования ледяных заторов возникла угроза затопления котлована строящейся станции, в течение нескольких дней строители в авральном порядке откачивали воду из котлована и наращивали высоту перемычек, что позволило стабилизировать ситуацию.
Строительство станции велось в сложных условиях — зимой температура воздуха снижалась до −47 °C, кроме того, работы периодически приходилось останавливать из-за сильных туманов, образующихся над незамерзающей рекой. Первый бетон в сооружения Иркутской ГЭС был уложен в июне 1954 года. 10 апреля 1956 года был затоплен котлован ГЭС, а 10 июля того же года была перекрыта Ангара. Первый гидроагрегат Иркутской ГЭС был пущен 28 декабря 1956 года, через три дня заработал второй гидроагрегат; в 1957 году были введены в эксплуатацию четыре гидроагрегата, в 1958 году — оставшиеся два. 24 октября 1959 года государственная комиссия приняла Иркутскую гидроэлектростанцию в постоянную эксплуатацию, на чём её строительство было официально завершено.

## В искусстве
- Строительство плотины описано в поэме Твардовского «За далью — даль».
- Строительство Иркутской ГЭС описано в романе Ф. Н. Таурина «Ангара».
- Строительству плотины посвящена повесть Анатолия Кузнецова «Продолжение легенды».

## Последствия создания Иркутской ГЭС

### Социально-экономические последствия
Иркутская ГЭС стала первой крупной гидроэлектростанцией в Сибири. Станция работает в базовом режиме, к автоматическому регулированию частоты и мощности не привлекается, не находящиеся в ремонте гидроагрегаты работают практически круглосуточно. За время эксплуатации Иркутской ГЭС выработано более 200 млрд кВт·ч электроэнергии. Выработка дешёвой энергии Иркутской ГЭС, как и других станций Ангарского каскада, способствует установлению в Иркутской области самых низких тарифов на электроэнергию в России. Дешёвая электроэнергия ГЭС дала толчок к развитию промышленности региона, в том числе энергоёмких производств, таких как Иркутский алюминиевый завод. Станция используется как переход через Ангару — по сооружениям ГЭС проложена двухполосная автомобильная дорога. Попуски Иркутской ГЭС обеспечивают поддержание судоходных глубин на Ангаре вплоть до Братского водохранилища; в то же время, ГЭС была построена без судопропускных сооружений, что сделало невозможным сквозной проход судов из Байкала по Ангаре ниже Иркутска. Также Иркутская ГЭС обеспечивает надёжную работу водозаборов, расположенных как на водохранилище, так и ниже по течению. Обладая крупным регулирующим водохранилищем и широкими возможностями по управлению стоком, Иркутская ГЭС имеет существенное противопаводковое значение, позволяя в том числе эффективно бороться с традиционными для Иркутска зимними наводнениями, вызываемыми зажорными явлениями. Необходимо отметить, что по проекту расход в нижний бьеф Иркутской ГЭС при пропуске сильных паводков может достигать 6000 м³/с; в настоящее же время, по причине массовой и зачастую несанкционированной застройки поймы Ангары затопления начинаются уже при расходе 3000 м³/с.
Общая площадь зоны затопления и подтопления Иркутского водохранилища составила 138,6 тыс. га, в том числе, по разным данным, 32,3—38,8 тыс. га сельскохозяйственных угодий. В зону влияния гидроузла попали более 200 населённых пунктов, из которых было переселено 17 тысяч человек (3,3 тысячи дворов), перенесено 6683 строения, построены новые посёлки и промышленные предприятия взамен затапливаемых. В зону затопления попал участок шоссейной дороги Иркутск — Листвянка, который был проложен заново, а также участок Кругобайкальской железной дороги (КБЖД) от Иркутска до посёлка Байкал, проходивший вдоль Ангары, что превратило участок КБЖД от станции Слюдянка II до станции Байкал в тупиковый участок (в то же время, с вводом в эксплуатацию в 1949 году спрямляющей линии Иркутск — Слюдянка этот участок потерял своё значение). Затраты на подготовку зоны затопления составили 12,4 % от общей сметы строительства, что по сравнению с другими гидроэлектростанциями оценивалось как хороший показатель.

### Экологические последствия
Иркутское водохранилище затопило участок Ангары от истока до створа Иркутской ГЭС, а также повысило уровень Байкала, по разным данным, на 0,8—1,2 м (что вызвало затопление и подтопление свыше 550 км² земель по берегам озера). Годовой ход уровней водохранилища в целом близок к естественному ходу колебаний уровня Байкала. Влияние ГЭС проявляется в некотором увеличении амплитуды колебаний уровня и сдвиге в сторону запаздывания сроков наибольшей сработки и наполнения водоёма. Создание водохранилища активизировало процессы берегопереработки, как на речном участке водохранилища (масштаб размывов на отдельных участках достигает 150 м в глубину), так и на побережье озера Байкал. Зафиксированы изменения в режиме перемещения наносов, разрушение некоторых пляжей, повышения уровня грунтовых вод в низменных участках (главным образом в дельтах впадающих в Байкал рек). После подъёма уровня воды в Байкале было зафиксировано сокращение популяции бычка-желтокрылки, что сказалось и на популяции омуля; к настоящему времени численность желтокрылки восстановилась. Отмечается, что экосистема озера постепенно приспособилась к произошедшим изменениям. В результате подъёма уровня воды в истоке Ангары была затоплена большая часть скалы «Шаман-камень», над поверхностью воды осталась лишь её верхняя часть.

## Эксплуатация
С момента ввода в эксплуатацию Иркутская ГЭС входила в состав регионального энергетического управления «Иркутскэнерго». При образовании в 1992 году ОАО «Иркутскэнерго» станция вошла в его состав, за исключением земляных плотин и их дренажных систем, которые остались в федеральной собственности и были арендованы «Иркутскэнерго». Распоряжением Правительства РФ от 29.12.2010 г. плотины и дренажные системы были внесены в уставной капитал ОАО «РусГидро». В 2016 году плотины и дренажные системы были проданы «РусГидро» группе «Евросибэнерго» (в состав которой к тому времени входило «Иркутскэнерго»). С 2018 года собственником Иркутской ГЭС является ООО «ЕвроСибЭнерго-Гидрогенерация» (входит в группу En+).
Выработка электроэнергии Иркутской ГЭС с 2005 года:
| Показатель                          | 2005 | 2006 | 2007 | 2008 | 2009 | 2010 | 2011 | 2012 | 2013 | 2014 | 2015 | 2016 | 2017 | 2018 | 2019 | 2020 | 2021 |
| ----------------------------------- | ---- | ---- | ---- | ---- | ---- | ---- | ---- | ---- | ---- | ---- | ---- | ---- | ---- | ---- | ---- | ---- | ---- |
| Выработка электроэнергии, млн кВт·ч | 3535 | 3735 | 3633 | 3797 | 3887 | 3686 | 3461 | 3888 | 3562 | 3573 | 2849 | 2859 | 2867 | 3113 | 4126 | 4138 | 4844 |

В 1993 году была утверждена программа модернизации и реконструкции Иркутской ГЭС. Произведена замена обмоток статоров и систем возбуждения на всех гидроагрегатах, в 2001—2007 годах заменены на новые силовые трансформаторы, произведена реконструкция распределительных устройств с заменой выключателей на элегазовые, ведётся реконструкция рисбермы с заменой ряжей на бетонные плиты. В 2021—2022 годах проведена реконструкция перекрытий машинного зала, по которым проложена автомобильная дорога.
Реализуется программа замены гидроагрегатов Иркутской ГЭС, на первом этапе были заменены четыре гидроагрегата (станционные номера 1, 2, 7 и 8), при этом тип турбины изменяется с ПЛ-577-ВБ-720 (поворотно-лопастная) на ПР 32-В-720 (пропеллерная). В 2020—2024 годах были введены в эксплуатацию четыре новых гидроагрегата увеличенной мощности. На втором этапе планируется заменить оставшиеся гидроагрегаты.